# Velké Pavlovice
Pour les articles homonymes, voir Pavlovice.
Velké Pavlovice (en allemand : Groß Pawlowitz, précédemment : Groß Paulowitz) est une ville du district de Břeclav, dans la région de Moravie-du-Sud, en République tchèque. Sa population s'élevait à 3 072 habitants en 2024.

## Géographie
Velké Pavlovice se trouve à 18 km au nord-nord-est de Břeclav, à 36 km au sud-sud-est d'Ostrava et à 216 km au sud-est de Prague.

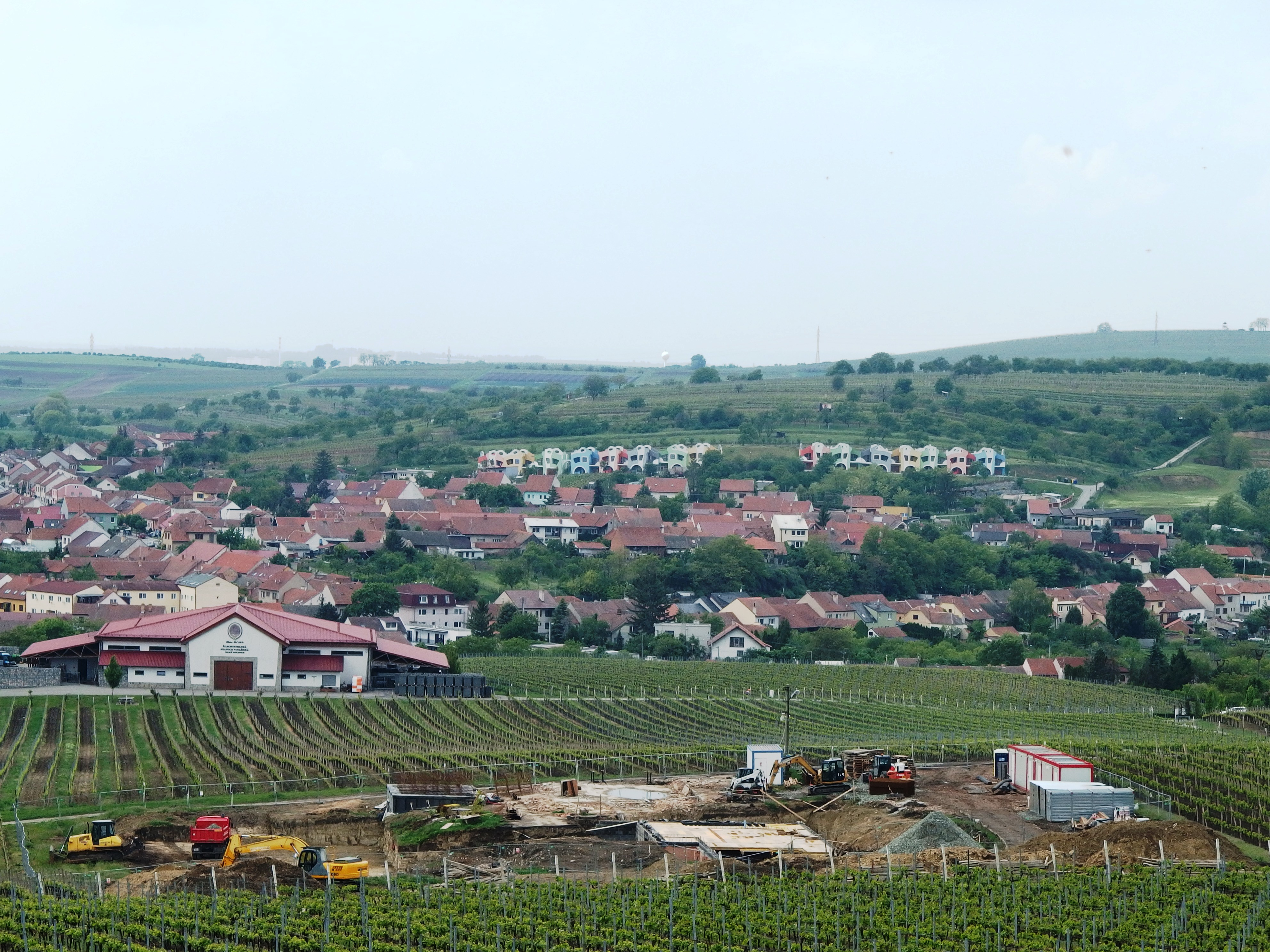
Vue générale de Velké Pavlovice.

La commune est limitée par Horní Bojanovice et Němčičky au nord, par Bořetice et Vrbice à l'est, par Velké Bílovice et Rakvice au sud, et par Zaječí et Starovičky à l'ouest.

## Histoire
La première mention écrite de la localité date de 1252

## Galerie

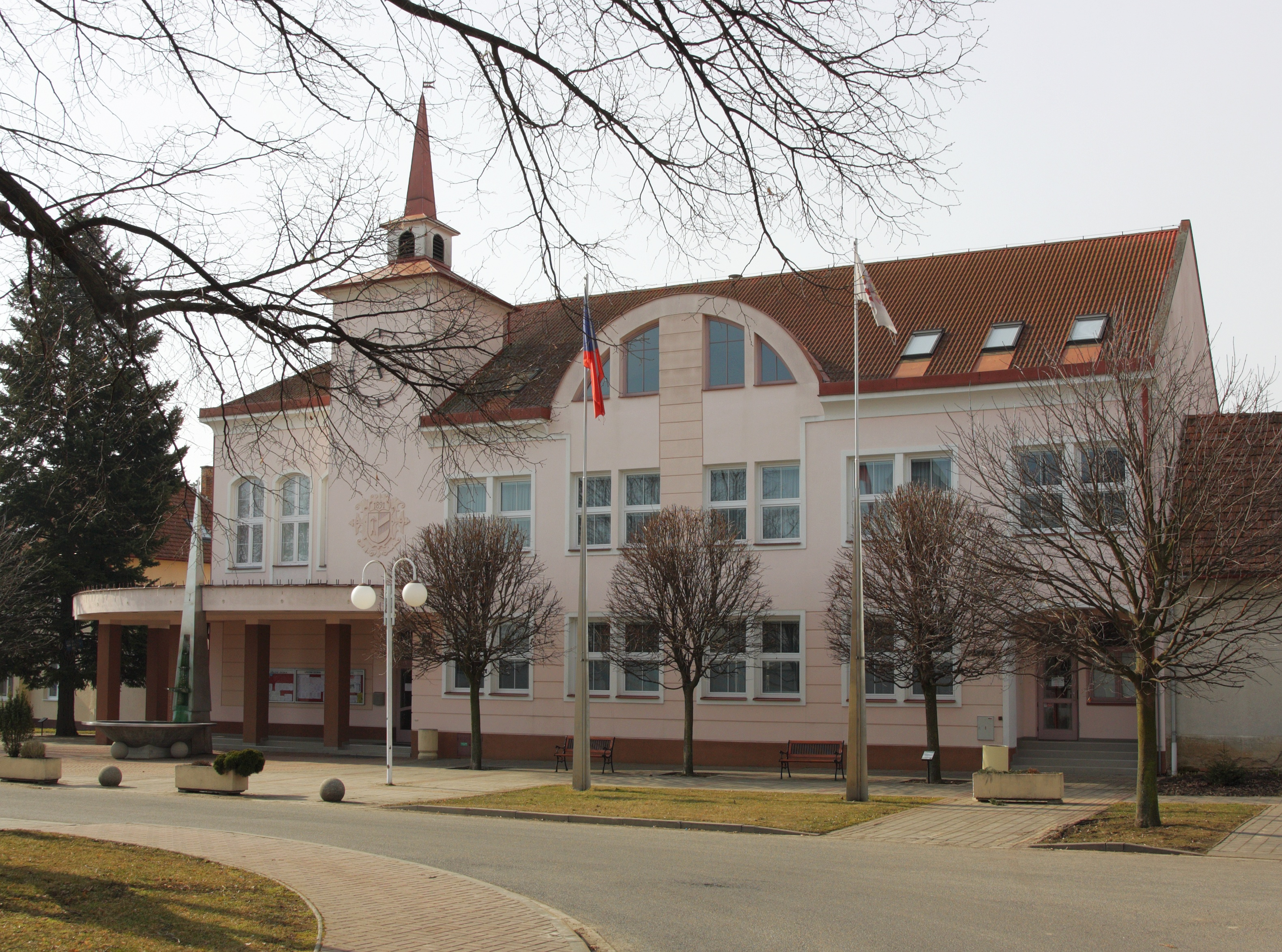
Hôtel de ville.
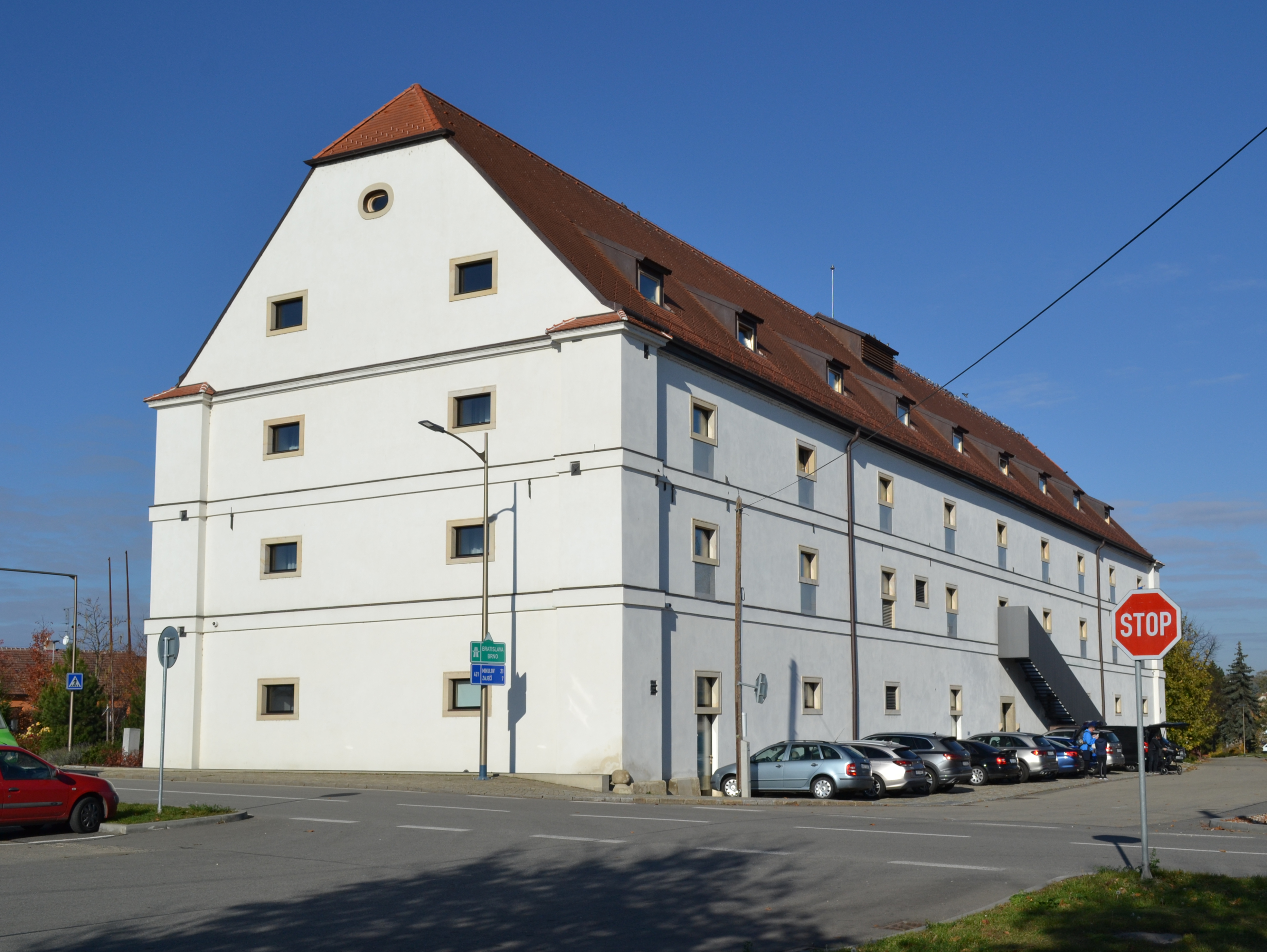
Grange

## Transports
Par la route, Velké Pavlovice se trouve à 8 km de Hustopeče, à 21 km de Břeclav, à 43 km de Brno et à 243 km de Prague.

## Jumelages
- Échenon (France)
- Senica (Slovaquie)
- Ždírec nad Doubravou (Tchéquie)